# Żywot pierwszy św. Wojciecha

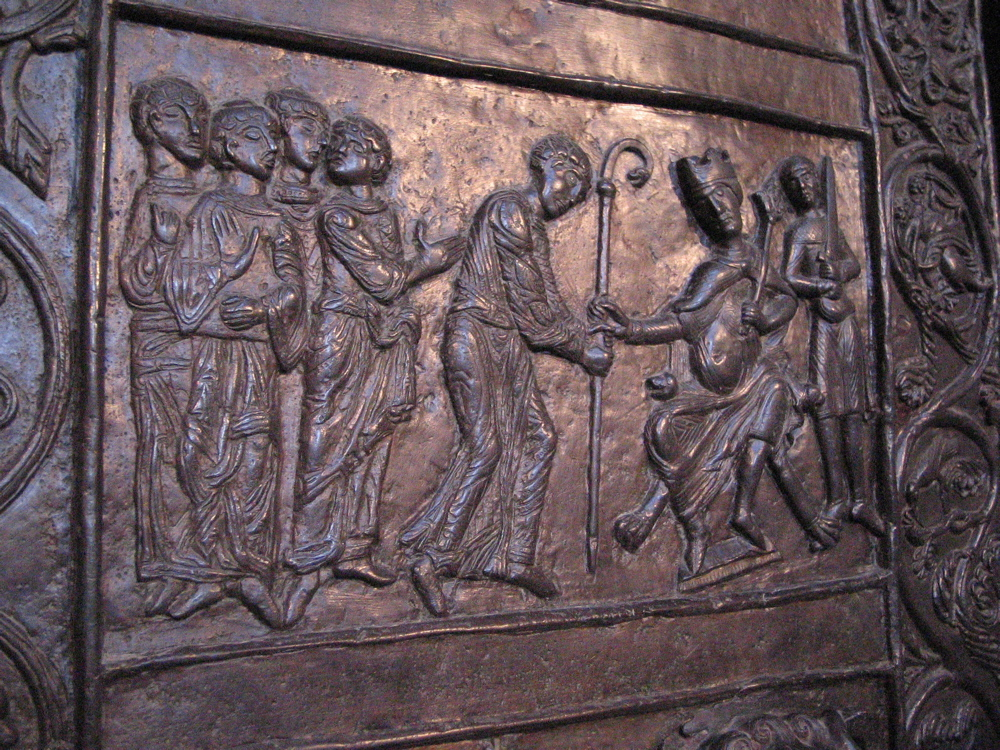
Otton II wręcza pastorał Wojciechowi (Drzwi Gnieźnieńskie)

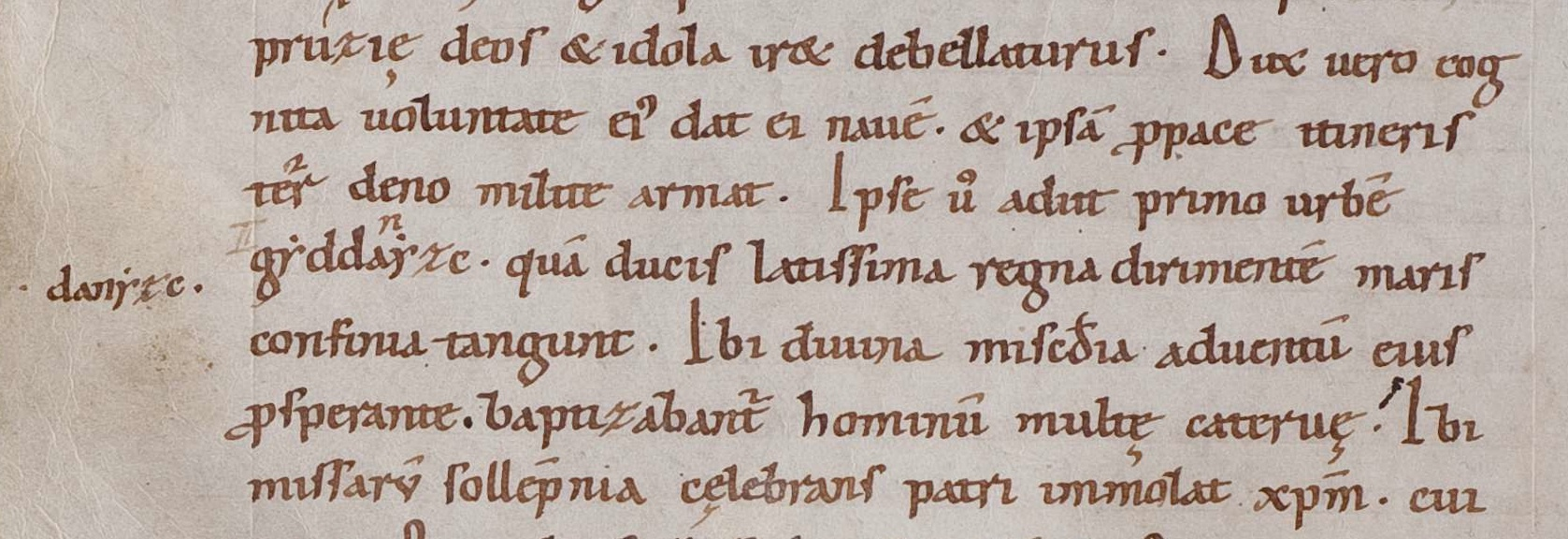
Fragment strony 69v rękopisu „Vita sancti Adalberti”, notujący miasto Gdańsk - "urbs Gyddanyzc".

Żywot pierwszy św. Wojciecha, biskupa praskiego i męczennika (łac. Sancti Adalberti Pragensis episcopi et martyris vita prior, znany też jako Vita prior lub Est locus) – średniowieczny łaciński utwór hagiograficzny przedstawiający życie św. Wojciecha.

## Autorstwo
Autorstwo przypisuje się Janowi Kanapariuszowi, benedyktynowi z opactwa na Awentynie w Rzymie, w którym przez pewien czas przebywał Wojciech. Według innej koncepcji żywot jest dziełem anonimowym, powstałym w dużej części na podstawie relacji zaczerpniętych od towarzyszy św. Wojciecha, Radzima i Boguszy.

## Czas i miejsce powstania
Żywot powstał bezpośrednio po śmierci św. Wojciecha (997) najprawdopodobniej w latach 999-1001, nie później zaś niż w 1003 roku - w dziele papież Sylwester II (zm. 1003) jest osobą jeszcze żyjącą. Spisany został w benedyktyńskim klasztorze pod wezwaniem św. Bonifacego i św. Aleksego w Rzymie.

## Opis utworu
Żywot składa się z chronologicznie uporządkowanych fragmentów, opisujących kolejne zdarzenia z życia świętego. Niektóre z nich przybierają postać autonomicznych całostek fabularnych (np. wyprawa do Prus i męczeńska śmierć). Przekaz biograficzny, oparty na relacjach świadków zdarzeń, przenika się z charakterystyczną dla hagiografii konwencją przedstawiania bohatera jako wzoru świętości. Z tego powodu w utworze zawarte są dwa obrazy - świętego i człowieka - słabo do siebie przystające.
Wizerunek świętego, wyidealizowany i konwencjonalny, przedstawia Wojciecha jako osobę świątobliwą, pokorną, która bez wahania ponosi męczeńską śmierć za wiarę. Życie Wojciecha jest pełne cnót, towarzyszą mu nadprzyrodzone zjawiska, jak prorocze wizje senne i dokonywane cuda (np. uzdrowienie gorączkującej dziewczyny).
Również narracja jest typowa dla hagiografii. Zaczyna się od przedstawienia pochodzenia bohatera i jego wczesnej młodości, następnie ukazuje działalność w wieku dojrzałym i na końcu męczeńską śmierć. Jako niemowlę Wojciech odznaczał się wielką urodą. Zapadł jednak na ciężką chorobę, zaś cudowne uzdrowienie spowodowało, że ofiarowano go Bogu. Podczas pobierania nauki wykazywał duże zdolności oraz zapał do modlitwy. Jako biskup odznaczał się pobożnością i hojnością. Umartwiał ciało, stronił od przejadania się, pracował fizycznie, odwiedzał kościoły, kontemplował, nauczał grzeszników, jak powrócić na drogę cnoty. Prorocze sny i wizje pomagały mu podejmować właściwe decyzje. Uwieńczeniem pobożnego życia była męczeńska śmierć podczas misji wśród pogańskich Prusów, opisana w stylistyce pełnej patosu.
Wizerunek Wojciecha jako człowieka nie jest przedstawiony wprost, wyłania się z opisu zdarzeń z życia świętego. Wojciech jawi się jako człowiek dość zdecydowany, gwałtowny, nieunikający zaangażowania w życie społeczne i polityczne, wraz z jego intrygami i sporami. Przykładowo - po opuszczeniu Pragi w ostrych słowach przedstawia papieżowi tamtejszych wiernych jako ludzi krnąbrnych i grzesznych, którzy nie chcą przyjąć nauk biskupa, w efekcie czego Wojciech porzuca Czechy. Gdy później w opactwie na Monte Cassino otrzymuje propozycję przywdziania habitu, zostania biskupem i poświęcania nowych kościołów, wzburzony Wojciech oświadcza, że nie zamierza być biskupem tylko z nazwy i opuszcza klasztor.

## Wartość historyczna
Żywot jest jednym z najstarszych źródeł historycznych odnoszących się do historii państwa polskiego. W tekście znajdują się: najstarsze znane w źródłach użycie nazwy Polska (cum Bolizlauo Palaniorum duce), a także nazwy Gdańska (urbe Gyddanyzc), nazwy Lucice i jedna z najstarszych wzmianek o Prusach.

## Wydania polskie
- Canaparius, Joannes: Świętego Wojciecha żywot pierwszy. Kraków: Tyniec Wydawnictwo Benedyktynów, 1997, s. 89. ISBN 83-85433-85-6.
- Canaparius, Joannes, tekst łaciński Jadwiga Karwasińska, przełożył Kazimierz Abgarowicz: Świętego Wojciecha żywot pierwszy. Gdańsk: Biblioteka Gdańska, 2009. ISBN 978-83-7453-869-5. Brak numerów stron w książce